# Marie-Andrée
Cette page présente le prénom Marie-Andrée ainsi que ses variantes.
Marie-Andrée est un prénom féminin français, composé de Marie, d'origine hébreu, et d'Andrée, d'origine grecque.
Il est notamment porté par :
- Marie-Andrée Beaudoin (en), femme politique canadienne, ancienne mairesse d'Ahuntsic-Cartierville ;
- Marie-Andrée Bergeron (dite Ima, née en 1978), chanteuse canadienne ;
- Marie-Andrée Bertrand (1925–2011), professeure en criminologie ;
- Marie-Andrée Cossette (née en 1946), artiste canadienne ;
- Marie-Andrée Lessard (née en 1977), joueusse canadienne de beachvolley ;
- Marie-Andrée Masson (en) (née en 1963), skieuse canadienne ;
- Pour l'ensemble des articles sur les personnes portant ce prénom, consulter :
  - la liste des articles dont le titre commence par ce prénom
  - les listes produites par Wikidata : Liste des personnes de prénom « Marie-Andrée » — même liste en incluant les éventuels prénoms composés qui contiennent « Marie-Andrée ».